# 482

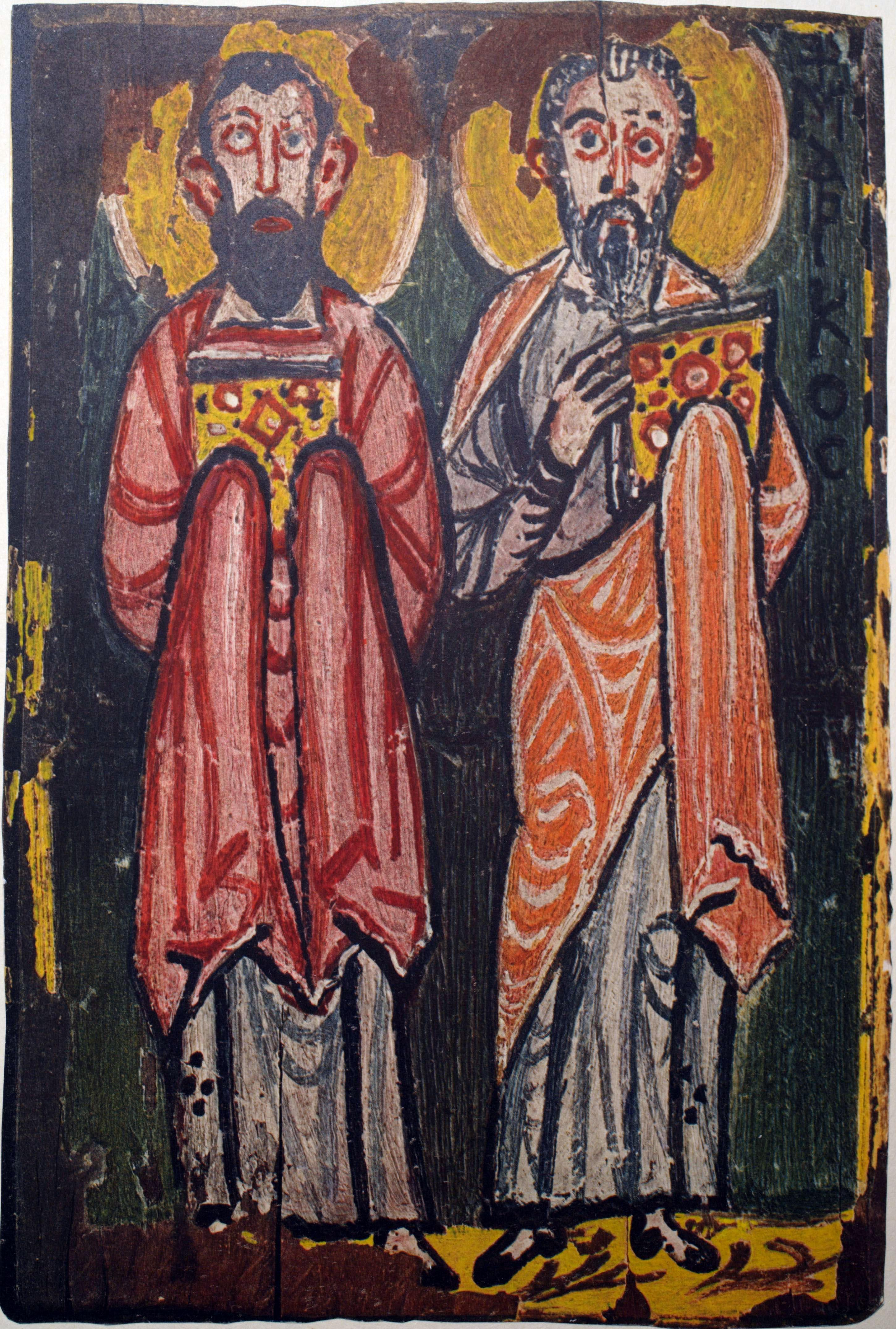
De Codex Washingtonianus (5e eeuw)

Het jaar 482 is het 82e jaar in de 5e eeuw volgens de christelijke jaartelling.

## Gebeurtenissen

### Klein-Azië
- Keizer Zeno vaardigt de Henotikon ("acte van eenheid") uit, een edict waarmee hij tracht de monofysieten in Egypte, Palestina en Syrië te verzoenen. Ondanks de besluiten van het Concilie van Chalcedon (451), probeert Zeno de verschillen op te lossen. Het edict wordt door paus Simplicius verworpen.

## Religie
- De Codex Washingtonianus wordt voltooid, het boekwerk bevat vier evangeliën en de geschriften zijn geschreven op perkament. (waarschijnlijke datum)

## Geboren
- Bodhidharma, stichter van het Chan-boeddhisme (overleden 539)
- Justinianus I, keizer van het Byzantijnse Rijk (overleden 565)

## Overleden
- Severinus van Noricum, monnik en heilige